# شيروان حاجي
شيروان حاجي ممثل ومخرج سوري مقيم في مدينة هلسينكي في فنلندا. درس فن التمثيل في المعهد العالي للفنون المسرحة في دمشق وتخرج عام 2008-2009 ونال درجة الإجازة (بكالوريوس) في فن التمثيل. وقد شارك في العديد من الأعمال الدرامية والبرامج التلفزيونية مثل مسلسل مرسوم عائلي و مسلسل زهرة النرجس.
وفي عام 2010 سافر إلى فنلندا ليكمل دراسته الاكاديمية في جامعة ميتروبوليا في مدينة هلسينكي وحاز عل دبلوم تخصص في فنون الاداء والتربية الفنية. عمل كمدرس لفن التمثيل في عدد من المدارس في فنلندا والسويد.
وفي عام 2012 درس الإخراج السنمائي في أكاديمية لندن للسينما، وفي عامي 2015-2016 أنهى دراسة الماجستير في مدرسة كامبريدج للفنون جامعة آنجليا راسكين في كامبريدج ونال درجة الماجستير في الإخراج والإنتاج السنمائي والتلفزوني.
وقد قام شيروان حاجي بإخراج وإنتاج العديد من الأفلام السنمائية الدرامية والوثائقية، وفي نهاية عام 2016 قام بأداء دور خالد، وهي الشخصية الرئيسية في فيلم الطرف الآخر للأمل للمخرج السنمائي آكي كاوريسماكي والذي نال جائزة الدب الفضي لأفضل إخراج في مهرجان برلين السينمائي الدولي لعام 2017.

## وصلات خارجية
- شيروان حاجي على موقع IMDb (الإنجليزية)
- شيروان حاجي على موقع قاعدة بيانات الأفلام العربية
- شيروان حاجي على موقع قاعدة بيانات الفيلم (الإنجليزية)
- شيروان حاجي في قاعدة بيانات الأفلام العربية